# けーぶるにっぽん
けーぶるにっぽんは、日本ケーブルテレビ連盟と加盟ケーブルテレビ局が共同制作していたテレビ番組（ドキュメンタリー）のシリーズ。

## 概要
2011年放送開始。基本的に30分番組のシリーズで、シーズン毎に一つのテーマを決め、そのテーマに従い加盟各局が自社エリア内の物や出来事を取材し番組を制作するというスタイルを取る。制作された番組は通常ケーブルテレビの自主放送（コミュニティチャンネル）で放送されるが、内容によってはスカパー!の旅チャンネル等のチャンネルで放送されることもある。
一部のシリーズについてはフランスなど、日本国外での放送も行われている。
なお2023年6月より「けーぶるにっぽん」の名前は外され、以降「おまつりニッポン」「壮観劇場」はそれぞれ単独番組として放送されている。

## シリーズテーマ
仕事人列伝
シリーズ第1弾。
ふるさとの宝
シリーズ第2弾。日本全国の各地域に根ざした伝統・芸能・文化や取り組み、それに関わる地域民を含めた各地の“宝”を探る。
食・JAPAN
各地域の食の魅力を伝える。
美・JAPAN
2014年制作。このシリーズより4K制作となり、撮影機材はソニーの全面協力を得る。
技・JAPAN
2015年制作。
祭・JAPAN
にっぽん各地の”祭“を採り上げ、ご当地ならではの祭のありさま、祭に集う人々の想いを綴る。
Beauty of Japan
各地域に暮らす外国人たちの地域との関わり、暮らしぶりから、その魅力を探る。
躍動!JAPAN
2019年5月 - 2020年4月に放送。「応援!地域スポーツ」をテーマに、各地域のスポーツ関連の活動を取り上げる。
彩・JAPAN
2020年10月 - 2023年3月に放送。「地域に育まれた"彩り"を巡る旅」と題し、伝統工芸や特産物の中に息づく「色」を取り上げる。
壮観劇場
2021年1月より放送。「プレミアムシリーズ」と銘打たれ、従来と異なり「彩・JAPAN」「おまつりニッポン」と同時並行で制作・放送されている。
おまつりニッポン
2023年4月より放送。日本全国の様々な祭りを取り上げる。